# Union City (New Jersey)
Union City is een plaats (city) in de Amerikaanse staat New Jersey, en valt bestuurlijk gezien onder Hudson County.

## Demografie
Bij de volkstelling in 2000 werd het aantal inwoners vastgesteld op 67.088.
In 2006 is het aantal inwoners door het United States Census Bureau geschat op 63.930, een daling van 3158 (-4,7%).

## Geografie
Volgens het United States Census Bureau beslaat de plaats een oppervlakte van
3,3 km², geheel bestaande uit land.

## Plaatsen in de nabije omgeving
De onderstaande figuur toont nabijgelegen plaatsen in een straal van 8 km rond Union City.

## Geboren
- Bobby Cannavale (1970), acteur